# I gattoni
I gattoni (Tomcats) è un film del 2001, diretto da Gregory Poirier.

## Trama
Un gruppo di giovani scapoli fa una scommessa, ogni anno devono mettere 200 dollari in un fondo comune e alla fine l'ultimo che rimarrà scapolo prenderà tutto. Dopo molti anni tutti gli scapoli si sono sposati, tutti a parte Michael, che ha un grosso debito di gioco e Kyle, che vuole fare sesso con tutte le donne del mondo. Per prendersi la scommessa Michael convince Natalie, una donna che ha avuto rapporti con Kyle e che lui considera la donna della sua vita, a sposare Kyle così da dividersi la scommessa.

## Produzione
Prodotto dalle società Revolution Studios, Eagle Cove Entertainment e Riche Productions, le riprese del film vennero girate nello Stato del Nevada e nella California.

## Distribuzione

### Data di uscita
Il film venne distribuito in varie nazioni, fra cui:
- Stati Uniti d'America, Tomcats 30 marzo 2001
- Australia 19 aprile 2001
- Austria 24 maggio 2001
- Spagna, Juerga de solteros 1º giugno 2001
- Israele, American Guy 21 giugno 2001
- Ungheria, Vadkanok 28 giugno 2001
- Danimarca 29 giugno 2001
- Italia, I gattoni 29 giugno 2001
- Germania, Tomcats  5 luglio 2001
- Francia, Tomcats  1º agosto 2001
- Messico 17 agosto 2001
- Brasile, Gatos Numa Roubada 24 agosto 2001
- Giappone 22 giugno 2002

## Accoglienza

### Critica
Emiliano Morreale lo definisce un "Film demenziale e senza trama, che sembra essere scritto da un bambino anche se ne è vietata la visione ai minori".